# Wahlen zum Legislativrat in Kenia 1961
Die Wahlen zum Legislativrat in Kenia 1961 wurden im Februar 1961 in der damals britischen Kronkolonie Kenia durchgeführt. Die spätere Regierungspartei des unabhängigen Kenia, die Kenya African National Union unter Jomo Kenyatta errang die absolute Mehrheit der Sitze im Legislativrat. Zusätzlich zu den 33 Sitzen, die zur Wahl standen, waren 20 Ratssitze für Minderheiten reserviert, davon zehn für Weiße, acht für die indische und zwei für die arabische Minderheit im Land. 12 weitere Ratsmitglieder wurden nicht gewählt, sondern bestimmt, so dass der Rat insgesamt 65 Mitglieder hatte.

## Ergebnisse
| Partei                            | Stimmen | % | Sitze |
| --------------------------------- | ------- | - | ----- |
| Kenya African National Union      |         |   | 19    |
| Kenya African Democratic Union    |         |   | 11    |
| Andere                            |         |   | 3     |
| Reservierte Sitze                 | -       | - | 20    |
| Ernannte Mitglieder               | -       | - | 12    |
| Total                             |         |   | 65    |
| Quelle: African Election Database |         |   |       |